# 김가람 (연출가)
김가람은 대한민국의 텔레비전 드라마 연출감독이다.

## 드라마
- 2013년 JTBC 저녁 일일연속극 《가시꽃》 ... 공동연출
- [[2016년][ OCN 일요 미니시리즈 《뱀파이어 탐정》 ... 연출
- 2018년 MBN 수목 미니시리즈 《마성의 기쁨》 ... 연출
- 2019년 JTBC 월화 미니시리즈 《꽃파당: 조선혼담공작소》 ... 연출
- 2024년 SBS 금토 미니시리즈 《굿파트너》 ... 연출
- 2026년 tvN 드라마 《얄미운 사랑》 ... 연출